# Maksat Jereżepow
Maksat Arszabajuły Jereżepow (kaz. Максат Аршабайұлы Ережепов ;ur. 23 kwietnia 1990) – kazachski zapaśnik w stylu klasycznym. Zajął ósme miejsce na mistrzostwach świata w 2018 i 2019. Ósmy na igrzyskach azjatyckich w 2014. Zdobył siedem medali na mistrzostwach Azji w latach 2012 – 2021. Siódmy w Pucharze Świata w 2017 i trzynasty w 2011. Brązowy medalista mistrzostw świata wojskowych w 2018 roku.